# Accordo di Ginevra
La Bozza di accordo permanente sullo status, meglio conosciuta come Iniziativa di Ginevra o Accordo di Ginevra, è una proposta di pace extra-governativa e non ufficiale, volta a risolvere il conflitto Israelo-Palestinese.
Essa concederebbe ai palestinesi la quasi totalità della Cisgiordania, la Striscia di Gaza e parte di Gerusalemme, tracciando i confini di Israele vicino a quelli precedenti alla guerra dei Sei Giorni. In cambio della rimozione della maggior parte delle colonie israeliane in tali aree, i palestinesi limiterebbero il proprio diritto al ritorno dei profughi in Israele ad un numero stabilito da Israele, e farebbero cadere ogni altra rivendicazione verso Israele.
L'iniziativa è stata sostenuta dal professor Alexis Keller nel 2002, e ufficialmente lanciata il 1º dicembre 2003 con una cerimonia a Ginevra. Tra i suoi creatori vi sono i politici israeliani Yossi Beilin (uno degli architetti degli accordi di Oslo), e l'ex ministro dell'OLP Yasser Abd Rabbo. Entrambi hanno sottolineato che l'accordo di Ginevra non impegna i rispettivi governi, nonostante Rabbo fosse Ministro al momento della firma.
Una versione estesa della proposta di trattato basata sull'accordo (400 pagine) è stata pubblicata nel settembre 2009

## Il contenuto dell'accordo

### Concetti di base
Il concetto principale dell'accordo è lo stabilimento di uno stato palestinese in Cisgiordania e nella Striscia di Gaza, in cambio del riconoscimento palestinese dello stato di Israele come patria di diritto del popolo ebraico. L'accordo mette fine alle reciproche rivendicazioni, così da far terminare ufficialmente il conflitto.
Inoltre, l'accordo impegna i palestinesi a cessare ogni tipo di violenza contro Israele, incluso il terrorismo e il suo incitamento; e dichiara che ogni gruppo armato illegale dev'essere disarmato e dismesso.

### La questione dei rifugiati
Esistono diverse interpretazioni sul grado al quale l'Accordo impegnerebbe Israele ad accettare i rifugiati palestinesi. Il testo rilevante dell'accordo è l'articolo 7, sezione 4.c:
Taluni sostengono che ciò non impegnerebbe Israele ad accettare alcun rifugiato, mentre altri sostengono che obbligherebbe Israele ad accettarne alcuni.

### Territorio e insediamenti israeliani
I palestinesi riceverebbero la maggior parte del territorio già giordano catturato da Israele nella guerra dei sei giorni. Israele annetterebbe numerose aree densamente popolate a ridosso della Linea Verde, come Gush Etzion e Ma'ale Adumim, che verrebbero collegate a Gerusalemme tramite una strada, anch'essa annessa, in modo simile alla situazione del Monte Scopus dopo la guerra arabo-israeliana del 1948. Altre città, come Ariel, comunità (Hebron) e insediamenti sarebbero rimossi, e i loro residenti sfollati. In cambio delle aree annesse da Israele sul confine della Cisgiordania, i palestinesi riceverebbero un uguale territorio adiacente alla Striscia di Gaza, sovrappopolata.

## Sostegno al piano
Il governo di Israele ha rigettato immediatamente la proposta, mentre il maggior partito d'opposizione, i laburisti non hanno preso posizione ufficiale. Dal lato palestinese, l'accettazione è stata solo leggermente più favorevole.
Tuttavia, secondo il Geneva Initiative Group, un sondaggio effettuato nel dicembre 2006 ha rilevato un sostegno attorno al 50% in entrambe le comunità.
La proposta ha ricevuto il sostegno di Marwan Barghouti, leader palestinese di Fatah attualmente in carcere.
I fondi per la promozione dell'accordo di Ginevra (8 milioni di dollari, in base ad una fonte non ufficiale), sono stati forniti da paesi esteri e sponsor privati. I maggiori paesi donatori sono stati la Svizzera, alcuni altri paesi europei, e il Giappone. Non sono state pubblicate informazioni pubbliche sull'utilizzo dei fondi. Da parte israeliana, la maggior parte dei fondi è stata utilizzata per la stampa e distribuzione massiccia del testo dell'accordo.
Le maggiori organizzazioni che lavorano per sostenere l'Iniziativa di Ginevra sono Heskem(Geneva Initiative-Israel) in Israele, e la sua controparte Palestine Peace Coalition/Geneva Initiative (PPC/GI).
L'ex presidente statunitense Jimmy Carter e il generale Colin Powell hanno sostenuto l'accordo.